# Fussey
Fussey település Franciaországban, Côte-d’Or megyében. Lakosainak száma 122 fő (2022. január 1.). Fussey Détain-et-Bruant, Échevronne, Arcenant, Bouilland és Marey-lès-Fussey községekkel határos.

## Népesség
A település népességének változása:
| Lakosok száma | 100  | 73   | 84   | 105  | 117  | 119  | 118  | 118  | 116  | 122  |
|               | 1968 | 1982 | 1990 | 2006 | 2013 | 2015 | 2017 | 2019 | 2020 | 2022 |